# Сражение при Мондови
Сражение при Мондови (фр. Bataille de Mondovi) произошло 22 апреля 1796 года во время войны первой коалиции эпохи французских революционных войн между французской Итальянской армией дивизионного генерала Наполеона Бонапарта и армией Сардинского королевства под командованием фельдмаршал-лейтенанта Микеланджело Алессандро Колли-Марки. В результате победы французы перешли через Лигурийские Альпы и вышли на равнину Пьемонта. Неделю спустя король Сардинии Виктор Амадей III попросил о заключении мира, выведя свое королевство из Первой коалиции. Поражение их сардинского союзника разрушило австрийскую стратегию и привело к потере ими северо-западной Италии.

## Перед сражением
После боя при Сан-Микеле левое крыло сардинской армии под командованием генерала Витали расположилось за Корсильей, наблюдая за Лезеньо. Центр под командой генерала Жана-Гаспара Диша де Туазинге находился в Сан-Микеле. Правый фланг, под командой генерала Беллегарда, опирался на Мадонну де Вико [Сантуарио ди Викофорте], резерв занимал Бикокку (высоту северо-восточнее Сан-Микеле), увенчанную редутом.
Колли, осознавая, что численность его войск меньше, решил отвести свои войска на несколько километров к западу. Отвод войск начался ночью перед сражением. Сардинцы оценивали позицию, к которой они отступали, столь же сильной, как и предыдущая. Она опиралась на Бричетто, возвышенность между Вико [Викофорте] и Мондови.

## Ход сражения
22 апреля, на рассвете, Бонапарт, узнав об отходе сардинцев, приказал их немедленно преследовать. Дивизия Серюрье первой двинулась к Вико, за ней последовали кавалерия и артиллерия. Дивизия Массены была оставлена Бонапартом в Сан-Микеле, чтобы поддерживать связь между основными силами армии и дивизией Лагарпа, оставшейся достаточно далеко позади, в Сан-Бенедетто, на реке Бельбо, чтобы наблюдать за австрийцами.
Войска Колли замешкались при отступлении, и Серюрье настиг их близ Вико. Колли поспешно выставил против него несколько батальонов, но которые не смогли как следует развернуться, чтобы задержать нападающих, и были отброшены к деревне. Вико сразу же захватила бригада Доммартена.
Тем временем в трех с половиной километрах к югу бригада Гие перешла мост в Ла-Торре и атаковала правое крыло сардинцев. На севере дивизия Мейнье, перейдя через Корсилью, стала обходить левое крыло противника.
Видя создавшееся положение, Колли приказывает большей части войск отступать на Мондови, а центру в Бричетто по командой Диша обороняться, прикрывая отход. Диша вскоре подвергается атаке Доммартена. Завязался многочасовой бой за возвышенность. Диша попытался контратаковать своими резервами. Бригада Дамартена начала колебаться. Серюрье потребовал на подкрепление бригаду Фиореллы. Французские солдаты много раз атаковали позиции противника на возвышенности, но были отбиваемы. Около трех часов дня французы после жестоких боев при поддержке огня артиллерии занимают центр сардинской обороны. Войска Диша, не получая подкрепления, мужественно защищались, но когда их генерал был смертельно ранен, пришли в замешательство и начали в беспорядке отступать.

Около семнадцати часов Колли, видя, что его центр опрокинут, деморализованные войска бегут, фланги в опасности, эвакуирует Мондови и отступает на север, за реку Эллеро, временно оставив в городке несколько батальонов для прикрытия своего отступления. Он назначил Фоссано местом сбора своих частей. Около 18 часов, после артиллерийского обстрела, оставленные для прикрытия батальоны были выбиты французскими войсками, которые оттуда растекаются по окрестностям. 

Гибель генерала Стенжеля в сражении при Мондови. Рисунок XIX века

Отступающих пьемонтцев за Эллеро преследует французская кавалерия под командованием Бомона. Сардинская кавалерия, прикрывая отступающую пехоту, бросается в контратаки, во время одной из которых был убит французский кавалерийский генерал Стенжель.
Часть пьемонтских войск отступила к Фоссано, другая — к Мадона-дель-Ольмо около Кунео.

## Результаты
После сражения у Мондови главные силы французов двинулись на Кераско. Серюрье направился на Фоссано, Ожеро — на Альба. Австрийский командующий Болье из Акви с половиной своей армии двинулся на Ницца-делла-Палья для производства диверсии в пользу пьемонтцев, но было слишком поздно. В результате победы французы перешли через Лигурийские Альпы и вышли на равнины Пьемонта.
Правда, все успехи французов оставались крайне неустойчивыми, ибо численное преимущество оставалось у противника, а угрожать столице Пьемонта Турину, не имея осадной артиллерии, они не могли. Но тут в борьбу вступила еще одна сила, которой французские революционные войска были обязаны не одной своей победой. Не успели они занять первый же пьемонтский город Альбу, как местные демократы организовали Комитет обновления и выпустили воззвания, угрожающие дворянам и священникам и ободряющие народ.
Неделю спустя перепуганный король Сардинии Виктор Амадей III попросил о заключении мира, выведя свое королевство из Первой коалиции. Поражение сардинского союзника разрушило австрийскую стратегию и привело к потере ими северо-западной Италии.